# 沈道原
沈道原（？—？），字太始，号浴沂，又号淮槎，浙江嘉兴府嘉善縣人，明朝政治人物。

## 生平
十月初二日生，治書经。道原苦志积学，早有文譽。萬曆二十二年（1594年）甲午科順天府鄉試第三十二名舉人，二十三年（1595年）乙未科會試第六十四名，廷試三甲第一百八名進士。禮部觀政，二十五年初授江西樂安縣知縣，以病歸。三十二年改松江府教授，一切贽儀悉行谢绝。升國子學正，三十五年轉工部营缮司主事，值工费浩繁，諸所不经，悉爲汰去。三十九年轉兵部職方，四十年六月改吏部考功司主事。门无私謁，授文选司员外郎，請告歸。居官二十余年，父所遗田房至去其半。

## 家族
曾祖沈骞。祖沈揚，封行人司左司副。嗣父沈稱，廪生、補太學；嗣母許氏，母吴氏。生父沈科，嘉靖二十三年甲辰進士、苑马寺卿；生母张氏。永感下。兄其端（國子生）、舜音（中书舍人）、承錫。娶陸氏，子剛中、柔中、時中。